# 尹潽善
尹潽善（：／ Yun Bo-seon，1897年8月26日—1990年7月18日）， 字敬天，号海葦（해위），本貫海平尹氏，為大韓民国第4任總統，上任九個月後即遭朴正熙發動5·16軍事政變推翻。其堂伯父為基督教指導者尹致昊。

## 生平
生於忠清南道牙山市，是一富裕兩班尹致昭的長子，英國爱丁堡大学留學後歸國，曾在日治時期出任上海臨時議政院議員，大韓民國独立後出任首任漢城市長，並因此踏入政界。他歷任工商部長、大韓紅十字會總裁、韓國民主黨最高委員。
1960年4·19革命，李承晚鎮壓失敗並被迫流亡海外之後，他被民主黨內舊派推舉為總統候選人，並於8月13日當選成為總統。
但民主黨內部分裂，舊派與掌握大權的民主黨自由派代表人物總理張勉不合，於1961年2月另行籌組新民党。民主黨的執政混亂，亦成為後來1961年朴正熙5·16軍事政變成功的原因。
政變後，他作為在野黨的領導人，他曾於1963年及1967年兩度挑戰朴正熙的總統地位，後來被金大中及金泳三取代其領導地位。他在當時被視為是抵抗軍事政權及推動韓國民主運動的代表人物。
卸任後尹潽善生活很低調，他的健康狀況也隨着他年歲增長而變差，他於1975年患上糖尿病，後來又發生腎功能衰竭，1988年5月，尹潽善留醫一段長時間，最後在1990年7月18日於漢城安國洞自宅去世，享壽93歲。

## 家族
朝鮮王朝中期領議政尹斗壽是尹潽善十世祖，尹斗壽次子尹昕是他的鼻祖父；大韓帝國內閣總理大臣尹容善（純貞孝皇后曾祖父）也是他的遠房族兄。
- 父：尹致昭（朝鲜语：윤치소）（1871—1944），中樞院議官、從二品嘉善大夫；有六子三女。
- 母：貞夫人全州李氏（1877—1969），本名李範淑；朝鮮世宗第五子廣平大君後代，李鳳夏之女，祖父李寅琇[3]。
  - 元配：驪興閔氏（1894—1937），閔泳喆（閔泳煥再從弟）次女[4]；有兩女琓求、完姬。
  - 繼配：孔德貴（1911—1997），本貫曲阜孔氏，孔道彬之女；有兩子商求、同求。
  - 三弟：尹源善（朝鲜语：윤원선），妻子李辰琬（英语：이진완）是李埈鎔庶女、興宣大院君曾孫女。

## 選舉履歷
| 年度 | 選舉屆數        | 選舉區             | 所屬政黨   | 得票數    | 得票率 | 當選標記 | 備註                       |
| ---- | --------------- | ------------------ | ---------- | --------- | ------ | -------- | -------------------------- |
| 1948 | 制憲國會選舉    | 忠清南道牙山郡     | 韓國民主黨 | 7,069     | 14.17% |          |                            |
| 1954 | 第3屆民議院選舉 | 漢城特別市鐘路區甲 | 民主国民党 | 9,485     | 32.35% |          |                            |
| 1958 | 第4屆民議院選舉 | 漢城特別市鐘路區甲 | 民主黨     | 22,780    | 63.20% |          |                            |
| 1960 | 第5屆國會選舉   | 漢城特別市鐘路區甲 | 民主黨     | 31,924    | 81.85% |          |                            |
| 1960 | 第4屆總統選舉   | 大韓民國           | 民主黨     | 208       | 79.09% |          | 民議院、參議院議員間接選舉 |
| 1963 | 第5屆總統選舉   | 大韓民國           | 民政黨     | 4,546,614 | 45.09% |          |                            |
| 1963 | 第6屆國會選舉   | 全國區             | 民政黨     | 1,870,976 | 20.1%  |          | 全国区第1位                |
| 1967 | 第6屆總統選舉   | 大韓民國           | 新民党     | 4,526,541 | 40.93% |          |                            |

## 外部連結
- 海平尹氏 网站 （页面存档备份，存于）
- 尹潽善[永久] - 大韩民国 憲政會

| 大韓民國国家元首  | 大韓民國国家元首                             | 大韓民國国家元首    |
| ----------------- | -------------------------------------------- | ------------------- |
| 前任： 許政（代） | 韩国总统 第4任：1960年8月12日－1962年3月22日 | 繼任： 朴正熙（代） |
| 大韓民國政府职务  |                                              |                     |
| 前任： 金炯敏     | 首爾市長 第2任：1948年12月15日－1949年6月5日 | 繼任： 李起鵬       |